# Burak Akdiş
Burak Akdiş (* 12. Juni 1977 in Istanbul) ist ein ehemaliger türkischer Fußballspieler.

## Karriere

### Verein
Akdiş begann mit dem Vereinsfußball in seiner Geburtsstadt Istanbul in der Jugend des türkischen Traditionsvereins Kartalspor. Hier erhielt er zum Ende der Saison 1994/95 einen Profivertrag und kam zum Saisonende beim damaligen Zweitligisten zu zwei Ligaeinsätzen. Die nächste Saison steigerte er sowohl seine Einsatzzahl als auch seine Leistungen. Daraufhin wurden mehrere Talentjäger auf ihn aufmerksam und boten seinem Verein ein Transferangebot an. Das Rennen machte der amtierende türkische Meister Galatasaray Istanbul. So wechselte Akdiş zum Champions-League-Teilnehmer. Obwohl Galatasaray in seiner Offensivabteilung sehr gut besetzt war, wurde Akdiş seitens des Trainers Fatih Terim besonders in Pokalbegegnungen und Ligabegegnungen gegen leichtere Gegner eingesetzt, um so die gestandenen Spieler auf dieser Position zu entlasten. So absolvierte er bis zum Saisonende 17 Ligabegegnungen und wurde mit seinem Verein türkischer Meister und schaffte es in die türkische U-21-Nationalmannschaft.
Für die Spielzeit 1999/00 wurde er kurz vor dem Ende der Sommertransferperiode an den Erstligisten Göztepe Izmir ausgeliehen und verpasste so den UEFA-Cup-Gewinn Galatasarays. Zum Sommer 2000 trennte sich Galatasaray von seinem Förderer Fatih Terim. Der rumänische Neu-Trainer Mircea Lucescu sortierte Akdiş gleich aus und ließ ihn zwei Jahre lang ausleihen. So spielte Akdiş als Leihspieler bei den Zweitligisten Kayseri Erciyesspor und Karabükspor.
Zum Sommer 2002 wechselte er gegen eine Ablösesumme zum Zweitligisten Sivasspor. Hier etablierte er sich sofort als Leistungsträger und sorgte mit seinem 15 Toren in 31 Ligabegegnungen dafür, dass sein Verein bis zum Saisonende im Aufstiegskampf mitmischte. Die Saison beendete man auf dem vierten Tabellenplatz. Trotz dieser erfolgreichen Zeit verließ er Sivasspor und heuerte für die nächste Saison beim Ligakonkurrenten Sakaryaspor an. Mit dieser Mannschaft erreichte er zum Saisonende die Meisterschaft der TFF 1. Lig und damit den direkten Aufstieg in die Süper Lig. Er spielte dann noch eine Saison in der Süper Lig für Sakaryaspor und verließ den Verein im Sommer 2005.
Nach seinem Weggang von Sakaryaspor einigte sich Akdiş mit dem Erstligisten Kayseri Erciyesspor und spielte für diesen Verein eine halbe Spielzeit. Zum Frühjahr 2006 verließ er Erciyesspor und wechselte zum Zweitligisten Bursaspor. Mit diesem Verein erreichte er zum Saisonende die Meisterschaft der TFF 1. Lig und damit den direkten Aufstieg in die Süper Lig. Dabei war Akdiş mit seinen sechs Ligatoren und mehreren Torvorlagen einer der Hauptakteure dieses Erfolges. Nachdem er noch ein halbes Jahr lang für diesen Verein in der Süper Lig gespielt hatte, verließ er den Verein mit Vertragsende zum Sommer 2007.
Die nächsten eineinhalb Spielzeiten spielte er für seinen alten Verein und Zweitligisten Sakaryaspor. Zur Winterpause 2008/09 verließ er diesen Verein und wechselte innerhalb der Liga zu einem anderen alten Verein, zu Karabükspor. Mit diesem Verein erreichte er zum Sommer 2010 zum dritten Mal in seiner Karriere die Meisterschaft der TFF 1. Lig und damit den direkten Aufstieg in die Süper Lig.
Nach diesem Erfolg löste er nach gegenseitigem Einvernehmen seinen Vertrag auf und wechselte zum Zweitligisten Boluspor. Nach einem Jahr in Bolu heuerte er beim Zweitligisten Elazığspor an. Hier spielte er nur die Hinrunde und wechselte zur Rückrunde zum Istanbuler Zweitligisten Kartalspor, zu jenem Verein, bei dem er vor etwa 16 Jahren mit dem Vereinsfußball begonnen hatte. Bereits nach einer halben Spielzeit verließ er diesen Verein wieder.
Für die Rückrunde der Spielzeit 2012/13 einigte er sich mit dem Drittligisten Körfez FK. Nach einer weiteren Rückkehr zu seinem ehemaligen Klub Kartalspor, beendete er 2013 seine Karriere.

### Nationalmannschaft
Akdiş spielte während seiner Zeit bei Galatasaray siebenmal für die türkische U-21-Nationalmannschaft.

## Erfolge
- Mit Galatasaray Istanbul
  - Türkischer Meister (1): 1998/99
  - Türkischer Pokalsieger (1): 1999
  - TSYD Kupası (2): 1998, 1999
- Mit Sakaryaspor:
  - Meisterschaft der TFF 1. Lig (1): 2003/04
  - Aufstieg in die Süper Lig (1): 2003/04
- Mit Bursaspor:
  - Meisterschaft der TFF 1. Lig (1): 2005/06
  - Aufstieg in die Süper Lig (1): 2005/06
- Mit Karabükspor:
  - Meisterschaft der TFF 1. Lig (1): 2009/10
  - Aufstieg in die Süper Lig (1): 2009/10